# Aeropuerto de Carrillo
El Aeropuerto de Carrillo (IATA: PLD, OACI: MRCR) es un aeropuerto que sirve a Puerto Carrillo y a Sámara, Costa Rica. El aeropuerto de Carrillo (Sámara) se encuentra entre Playa Sámara y Playa Carrillo. Como el aeropuerto se encuentra más cerca de playa Carrillo se refieren a él como el Aeropuerto de Carrillo. Consiste de una simple pista de aterrizaje y un refugio cubierto que ocasionalmente se usa para pesar el equipaje antes del abordaje. No hay amenidades en las vecindades inmediatas.
El Aeropuerto de Carillo has sido cerrado por la Dirección General de Aviación Civil.

## Servicios regulares
Estas aerolíneas daban el servicio regular a este aeropuerto:
- Nature Air (San José)

- Sansa (Punta Islita, San José)

## Vuelos chárter
- Aviones Taxi Aéreo S. A. (San José)